# Prinzip
Ein Prinzip (Plural: Prinzipien; von lateinisch principium = Anfang, Beginn, Ursprung, Grundsatz) ist das, aus dem etwas anderes seinen Ursprung hat. Es stellt eine gegebene Gesetzmäßigkeit dar, die anderen Gesetzmäßigkeiten übergeordnet ist (der Begriff Gesetzmäßigkeit ist hier im Einzelfall ersetzbar durch Begriffe wie Gesetz, Naturgesetz, Regel, Richtlinie, Leitlinie, Verhaltensrichtlinie, Grundsatz oder Postulat). Im klassischen Sinne steht das Prinzip zwingend an oberster Stelle, im alltäglichen Sprachgebrauch wird dies aber weniger streng gehandhabt. Darüber hinaus gibt es einen Begriff von Prinzip, der eine Verkettung von Gesetzen (Regeln etc.) erlaubt (z. B. Prinzip der sozialen Marktwirtschaft). Die konkrete Bedeutung ist kontextabhängig.

## Unterteilung
Prinzipien lassen sich in axiomatische und systematische Prinzipien unterteilen.
1. Axiomatische Prinzipien deklarieren eine Beobachtung als Gesetz oder basieren schlicht auf dem Postulat eines Gesetzes. In diesem Fall wird zum Beispiel ein Naturgesetz anderen Naturgesetzen vorangestellt, oder eine Verhaltensregel anderen Verhaltensregeln übergeordnet.
2. Systematische Prinzipien: Die Definition der logischen Struktur eines Systems ist gleichbedeutend mit der Formulierung von dessen Prinzip. Ein systematisches Prinzip liegt dann vor, wenn sich eine bestimmte Wirkung auf die Konstellation spezifischer Faktoren zurückführen lässt, die in dieser Konstellation immer diesen gleichen Effekt hervorrufen. Typischerweise wird das Prinzip nicht durch die Gesamtmenge der dazu beisteuernden Faktoren bestimmt, sondern durch die geringstmögliche Menge von Faktoren, die diesen Effekt hervorbringen. In diesem Sinne wird ein Prinzip bestimmt durch den kleinstmöglichen Algorithmus, der zur Erzeugung des speziellen Effekts notwendig ist. Infolge der daraus resultierenden Einfachheit lässt sich ein Prinzip oft (auch interdisziplinär) von einem System auf andere übertragen und findet sich daher nicht selten in unterschiedlichsten artübergreifenden Lebensbereichen. In der Praxis wird immer dann von einem Prinzip gesprochen, wenn man hinter einem bestimmten Effekt entweder ein übergeordnetes Gesetz oder eine bestimmbare Regel vermutet. Weil diese Gesetzmäßigkeit für gewöhnlich nicht ohne weiteres definierbar ist, wird das Prinzip zumeist nach der Wirkung benannt, und nicht nach der eigentlichen Gesetzmäßigkeit.

- Allgemeinsprachlich handelt es sich bei einem Prinzip um einen Grundsatz, eine feste Regel, an die man sich hält. Beispiel: Er ist ein Mann mit Prinzipien und steht zu dem, was er sagt. 
 Für einen kleinlichen, sturen Menschen, der primär pedantisch auf seinen Prinzipien beharrt, auch wenn sie unangebracht sind, hat sich der negativ konnotierte Begriff Prinzipienreiter etabliert. Die Kreation und Verbreitung des Begriffs  Prinzipienreiter wird nachweislich dem Fürsten Heinrich LXXII. Reuß zu Lobenstein-Ebersdorf zugeschrieben, weil er folgenden Text 1845 in der Vossischen Zeitung abdrucken ließ: "Seit 20 Jahre reite Ich auf einem Prinzip herum, d. h. Ich verlange, dass ein jeglicher bei seinem Titel genannt wird. […]"[2][3] Siehe auch: Liste geflügelter Worte: „Auf einem Prinzip herumreiten“.

- In den Naturwissenschaften allgemein bezeichnet Naturprinzip eine oder mehrere zusammenhängende wissenschaftliche Theorien, z. B. in der interdisziplinären Evolutionsbiologie.

- In Physik und Mathematik ist ein Prinzip ein Gesetz oder eine allgemeine Regel. In der Physik ist ihre Aufstellung oft Folge von Beobachtungen. Beispiele sind das Archimedische Prinzip, das Prinzip der kleinsten Wirkung, das Zufallsprinzip, in der Quantenphysik das Pauli-Prinzip, in der Astrophysik das Kosmologische Prinzip.

- In der Philosophie ist ein Prinzip das, worauf etwas beruht, wodurch es gehalten wird, der letzte Grund, der Urgrund (Archē), Ursprung, Ausgangspunkt alles Existierenden (Erste Ursache) und schließlich das, worauf alles Denken, Begründen und Argumentieren beruht (Letztbegründung). Beispiele sind die sogenannten Vernunftprinzipien der Widerspruchsfreiheit oder des zureichenden Grundes.

## Rechtsprinzipien
In der Rechtswissenschaft bedeutet „Prinzip“ ähnlich einem Grundsatz eher eine Leitlinie, ein Ziel, das möglichst weitgehend verwirklicht werden soll. Aus diesem Grund werden Prinzipien-Normen auch vielfach als Optimierungsgebote bezeichnet. Prinzipien können dabei in unterschiedlichen Graden erfüllt werden. Der Grad der Erfüllung kann dabei nach den tatsächlichen und rechtlichen Umständen variieren. Es handelt sich bei Prinzipien gerade nicht um eine Regel. Regeln fordern im Unterschied zum Prinzip nicht nur Berücksichtigung, sondern strikte Beachtung; sie sind entweder erfüllt oder nicht erfüllt. Dementsprechend soll im Fall der Kollision von zwei Regeln der Konflikt entweder durch eine in eine der Regeln aufgenommene Ausnahmebestimmung gelöst werden oder dadurch, dass eine der betroffenen Regeln für ungültig erklärt wird, etwa nach den allgemeinen Regeln über die Konkurrenz von Normen. Im Fall kollidierender Prinzipien muss dagegen ein Prinzip – je nach Gewicht – hinter dem anderen zurücktreten, ohne dass dies die Ungültigkeit des zurückstehenden Prinzips zur Folge hätte. Das gefundene Ergebnis gilt vielmehr nur unter bestimmten Umständen und kann entsprechend unter veränderten Umständen anders ausfallen. Alternativ sollen die Bedingungen, unter denen ein Prinzip einem anderen vorgeht, auch Tatbestand einer Regel sein können, die die Rechtsfolge des vorgehenden Prinzips ausspricht. Insbesondere von Robert Alexy wird die umstrittene These vertreten, die Grundrechte seien als Prinzipien, nicht als Regeln zu verstehen.
Josef Esser unterschied zwischen Rechtssätzen und Rechtsprinzipien: Einen Rechtssatz zeichne „die Bestimmbarkeit der Anwendungsfälle“ aus. Hingegen enthalte ein Rechtsprinzip „keine verbindliche Weisung unmittelbarer Art für einen bestimmten Fragenbereich“, sondern sei nur eine „Formel für eine Reihe von typisch zutreffenden Gesichtspunkten“. In ähnlicher Weise unterschied Ronald Dworkin zwischen Rechtsnormen ("rules") und Prinzipien ("principles"): Nach seiner Ansicht sind Rechtsnormen auf einen Fall entweder anzuwenden oder nicht, während Prinzipien geböten, ein Ziel so weit wie möglich zu verwirklichen; wenn Prinzipien einander widerstreiten, entscheide eine Gewichtung darüber, in welchem Maß sie zu verwirklichen seien. In Wahrheit sind aber nicht nur bei der Anwendung von Rechtsprinzipien, sondern auch bei der Auslegung von Rechtsnormen ("rules") Fragen des rechten Maßes zu beantworten. Wenn zum Beispiel die Meinungsfreiheit des einen mit dem Persönlichkeitsrecht eines anderen in Konflikt gerät, muss ein Gericht eindeutig entscheiden, ob hier das Persönlichkeitsrecht der Meinungsfreiheit vorgeht oder nicht. Das hängt davon ab, wie weit die Geltungsbereiche dieser Rechtsgewährleistungen reichen. In diese Abgrenzung der Grundrechte sind durch teleologische Auslegung deren Zwecke einzubeziehen (wie bei Abgrenzungen der Geltungsbereiche anderer Rechtsnormen auch). So finden „auf dem Wege teleologischer Auslegung auch Kompromisse zwischen allgemeinen Rechtsprinzipien Eingang in die Abgrenzung des Geltungsbereichs konkurrierender Rechtsnormen.“